# Thrixspermum fragrans
Thrixspermum fragrans är en orkidéart som beskrevs av Henry Nicholas Ridley. Thrixspermum fragrans ingår i släktet Thrixspermum och familjen orkidéer. Inga underarter finns listade i Catalogue of Life.